# Aporophyla
Aporophyla är ett släkte av fjärilar som beskrevs av Achille Guenée 1841. Aporophyla ingår i familjen nattflyn, Noctuidae.

## Dottertaxa tillAporophyla, i alfabetisk ordning[1][2]
- Aporophyla albapice Köhler, 1952
- Aporophyla apicalis Köhler, 1979
- Aporophyla australis Boisduval, 1829
  - Aporophyla australis pascuea Humphreys & Westwood, 1843
- Aporophyla canescens Duponchel, 1826
- Aporophyla chioleuca Herrich-Schäffer, 1850
  - Aporophyla chioleuca sammuti Fibiger, Ronkay, L., Yela & Zilli, 2010
- Aporophyla dipsalea Wiltshire, 1941
- Aporophyla lueneburgensis Freyer, 1848, Kamsprötat puckelfly
- Aporophyla lutulenta [Denis & Schiffermüller] , 1775
- Aporophyla nigra Haworth, 1809, Svart puckelfly
  - Aporophyla nigra cinerea Staudinger, 1901
- Aporophyla virgo Köhler, 1979

## Bildgalleri

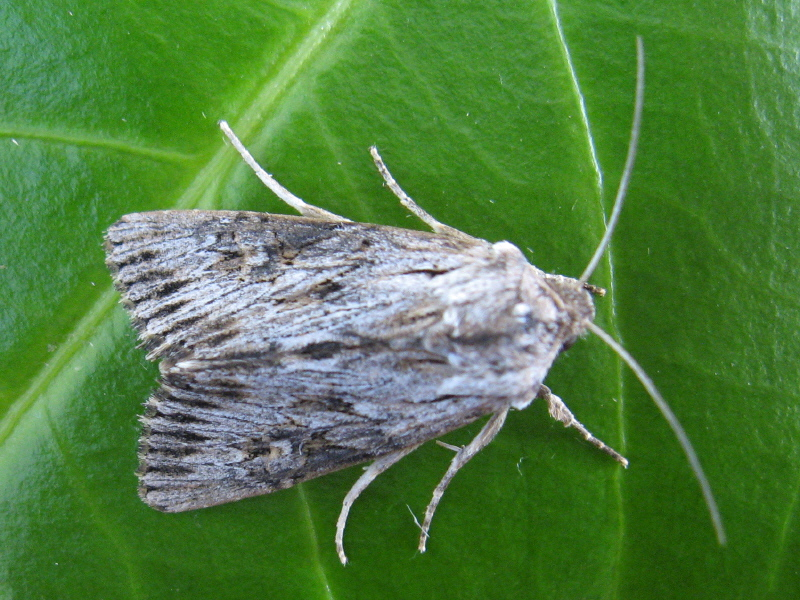
Aporophyla australis
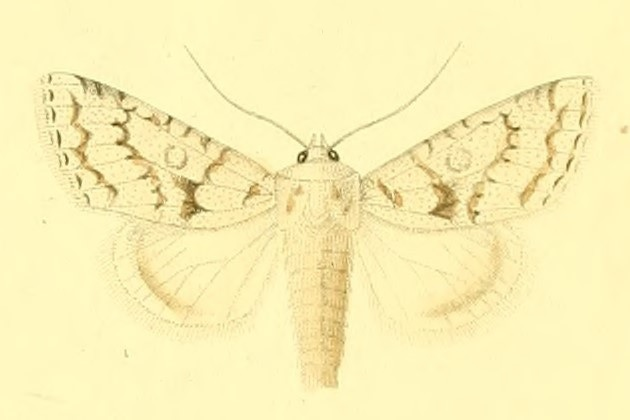
Aporophyla canescens
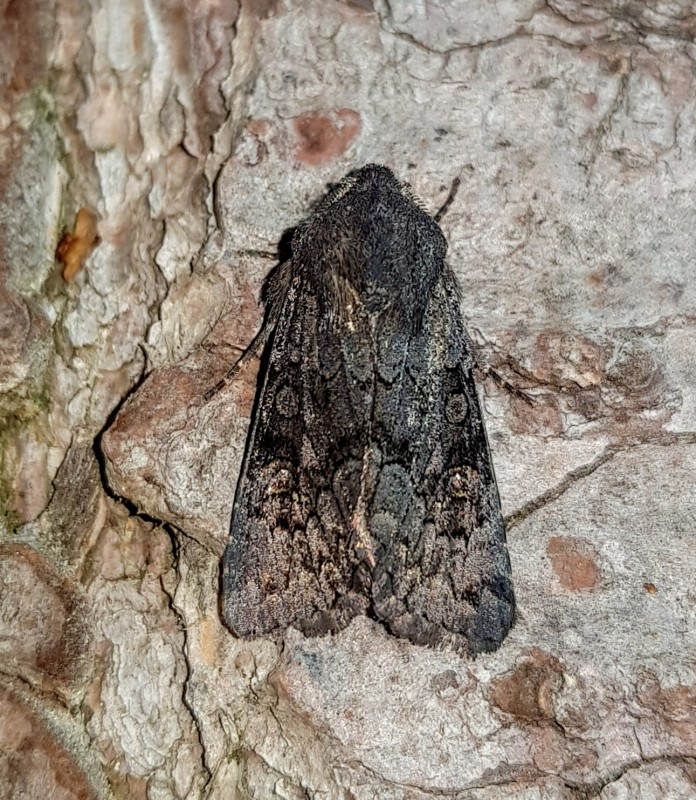
Kamsprötat puckelfly, Aporophyla lueneburgensis
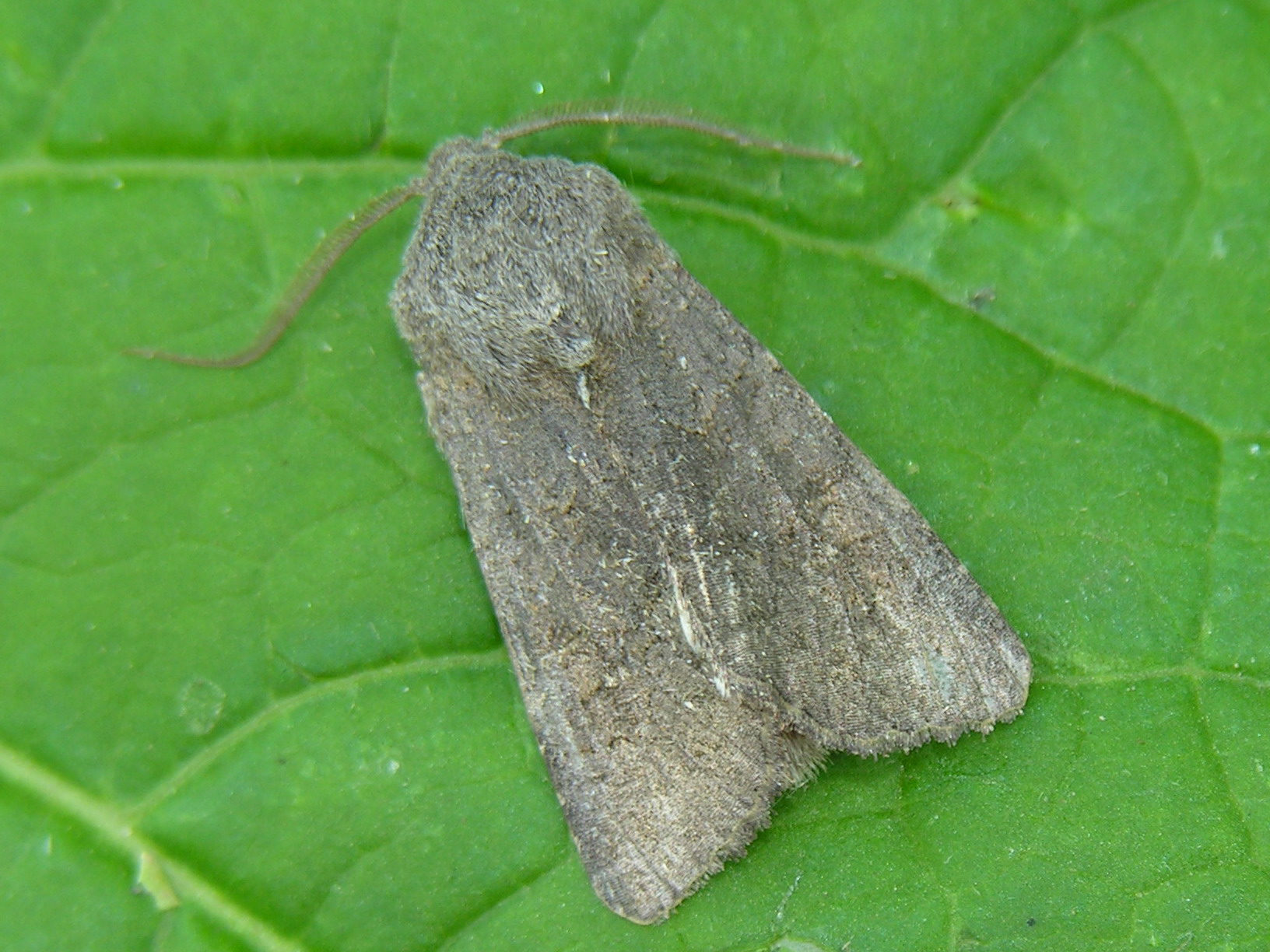
Aporophyla lutulenta
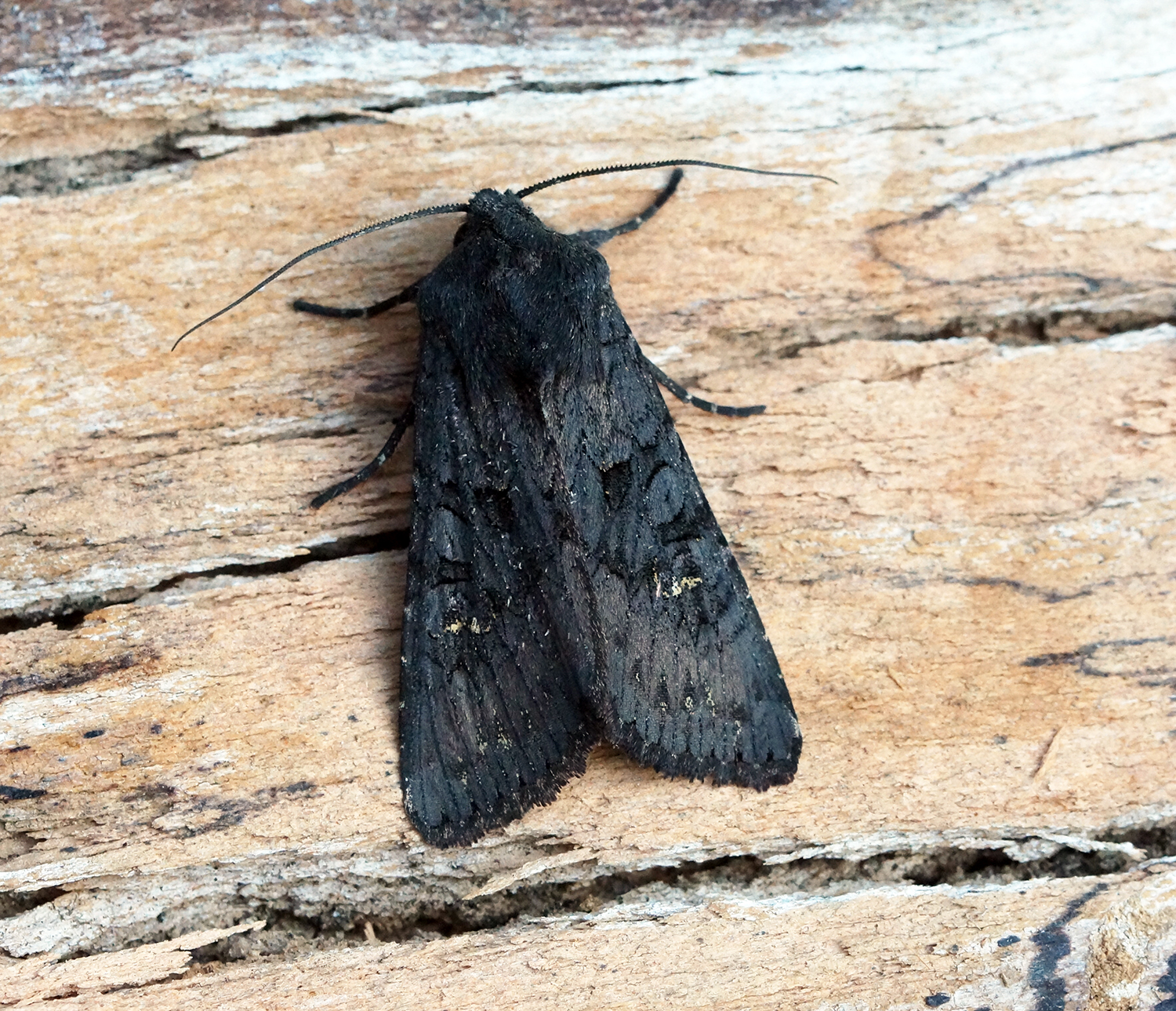
Svart puckelfly, Aporophyla nigra